# Сенеркија (Авелино)
Сенеркија (итал. Senerchia) је насеље у Италији у округу Авелино, региону Кампанија.
Према процени из 2011. у насељу је живело 548 становника. Насеље се налази на надморској висини од 598 м.

## Становништво
Према резултатима пописа становништва 2011. у општини је живело 1.014 становника.
| 1931. | 1936. | 1951. | 1961. | 1971. | 1981. | 1991. | 2001. | 2011. |
| ----- | ----- | ----- | ----- | ----- | ----- | ----- | ----- | ----- |
| 1.355 | 1.478 | 1.731 | 1.477 | 1.277 | 1.057 | 1.072 | 883   | 1.014 |